# 山陽小野田市立小野田小学校
山陽小野田市立小野田小学校（さんようおのだしりつ おのだしょうがっこう）は、山口県山陽小野田市中川三丁目にある公立小学校。
小野田市街に位置する。

## 沿革
- 1873年（明治6年） - 目出小学が目出に開校。
- 1878年（明治11年） - 須恵小学校分校として目出支小学が開校。
- 1892年（明治25年） - 小野田尋常小学校と改称。
- 1911年（明治44年） - 小野田尋常小学校を廃止し、須恵尋常高等小学校（現・山陽小野田市立須恵小学校）に併合。従来の場所に小野田分教場を設置。
- 1916年（大正5年） - 須恵尋常高等小学校小野田分教場を廃止し、小野田尋常小学校を改めて開校。
- 1920年（大正9年）4月3日 - 須恵村の町制施行により、小野田町立小野田尋常小学校と改称。
- 1940年（昭和15年）11月3日 - 市制施行により、小野田市立小野田尋常小学校と改称。
- 1941年（昭和16年）4月1日 - 国民学校令により、小野田市立小野田国民学校と改称。
- 1942年（昭和17年） - 水害で施設の殆どを喪失。
- 1947年（昭和22年） - 学制改革により、小野田市立小野田小学校と改称。
- 1960年（昭和35年） - 前の校舎が竣工。
- 1990年（平成2年） - 現在の校舎が竣工。
- 2005年（平成17年）3月22日 - 市町合併により、山陽小野田市立小野田小学校と改称。

## 周辺
- 小野田郵便局
- 山陽小野田市立中央図書館
- 山陽小野田市民館
- 小野田公共職業安定所

## アクセス
- JR小野田線 南中川駅から北へ200m
- サンデン交通・船鉄バス 中川通バス停下車
- 山口県道223号小野田港線（日産通り）沿い